# Olympische Sommerspiele 1932/Leichtathletik – Kugelstoßen (Männer)

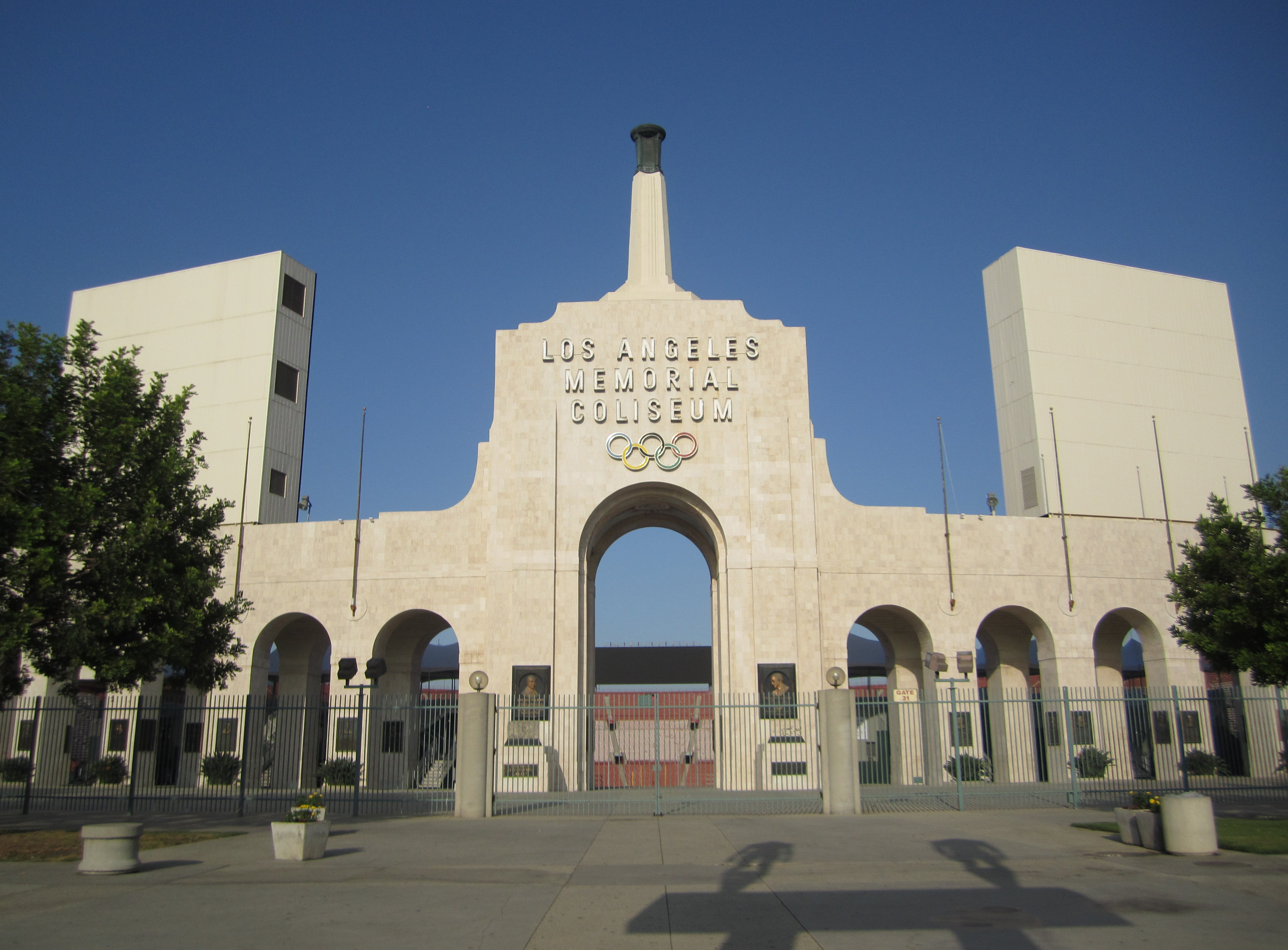
Eingang zum Los Angeles Memorial Coliseum

Das Kugelstoßen der Männer bei den Olympischen Spielen 1932 in Los Angeles wurde am 31. Juli 1932 im Los Angeles Memorial Coliseum ausgetragen. 15 Athleten nahmen teil.
Olympiasieger wurde der US-Amerikaner Leo Sexton vor seinem Landsmann Harlow Rothert. Der Tschechoslowake František Douda gewann die Bronzemedaille.

## Rekorde

### Bestehende Rekorde
| Weltrekord         | 16,05 m | Zygmunt Heljasz ( Polen) | Posen, Polen                     | 29. Juni 1932 |
| Olympischer Rekord | 15,87 m | John Kuck ( USA)         | Finale OS Amsterdam, Niederlande | 29. Juli 1928 |

### Rekordverbesserung
Im Finale am 31. Juli verbesserte der US-amerikanische Olympiasieger Leo Sexton den bestehenden olympischen Rekord mit seinem letzten Versuch um 13,5 Zentimeter auf 16,005 m. Den Weltrekord verfehlte er damit um nur 4,5 Zentimeter. Leo Sexton übertraf damit als erster Kugelstoßer bei Olympischen Spielen die 16-Meter-Marke.

## Durchführung des Wettbewerbs
Alle Athleten gingen am 31. Juli gemeinsam in eine Qualifikationsrunde mit je drei Versuchen. Die besten sechs Wettkämpfer – hellblau unterlegt – hatten im Finale, das am selben Tag ausgetragen wurde, drei weitere Versuche. Dabei ging das Resultat der Qualifikation mit in das Endresultat ein.
Anmerkung:

Da im anglo-amerikanischen Maß – Fuß und Inch – gemessen wurde, finden sich im Finalresultat auch halbe Zentimeterangaben.

## Legende
x: ungültig

## Qualifikation
Datum: 31. Juli 1932

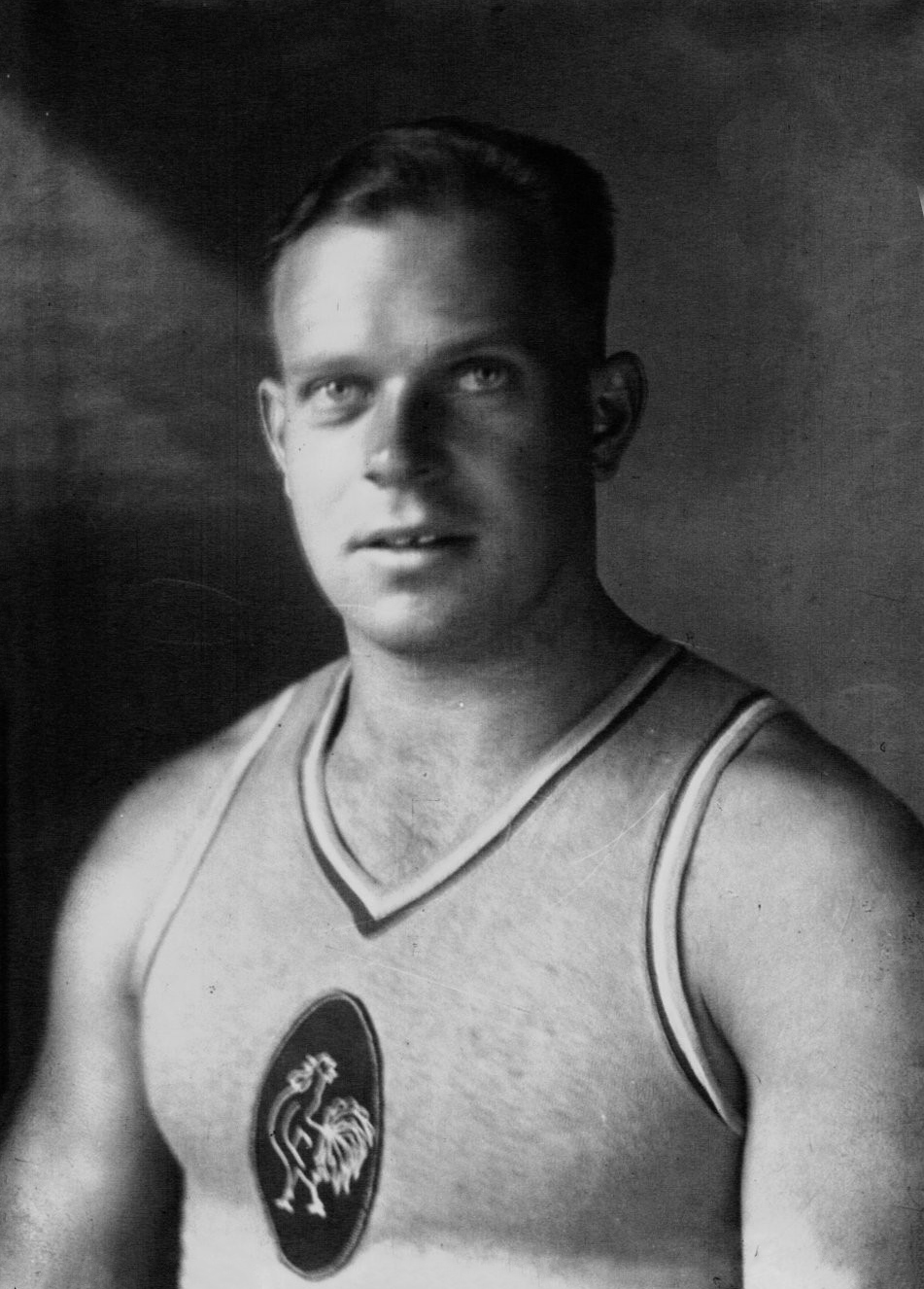
Paul Winter schied als Dreizehnter der Qualifikation aus

Im finnischen Report Olympialaiskisal Los Angelesissa 1932 wird die Versuchsreihe komplett dargestellt. Mehrere Zeitungsmeldungen bestätigten die Richtigkeit der Angaben in diesem Report. Die Angaben unterscheiden sich vom offiziellen Bericht, da dort augenscheinlich die Weiten der dritten Runde für die Platzierungen der Plätze sieben bis vierzehn übernommen wurden.
| Platz | Name                  | Nation                | 1. Versuch | 2. Versuch | 3. Versuch | Resultat | Anmerkung |
| ----- | --------------------- | --------------------- | ---------- | ---------- | ---------- | -------- | --------- |
| 1     | Leo Sexton            | USA                   | 15,60 m    | 15,56 m    | 15,72 m    | 15,720 m |           |
| 2     | Harlow Rothert        | USA                   | 15,67 m    | 15,675 m   | 15,43 m    | 15,675 m |           |
| 3     | František Douda       | Tschechoslowakei      | 15,61 m    | 15,24 m    | 14,49 m    | 15,610 m |           |
| 4     | Nelson Gray           | USA                   | 15,46 m    | 14,90 m    | 14,84 m    | 15,460 m |           |
| 5     | Emil Hirschfeld       | Deutsches Reich       | 15,21 m    | 15,36 m    | 15,02 m    | 15,360 m |           |
| 6     | Hans-Heinrich Sievert | Deutsches Reich       | 13,87 m    | 14,99 m    | 14,75 m    | 14,990 m |           |
| 7     | Zygmunt Heljasz       | Polen                 | 13,80 m    | 14,80 m    | 14,49 m    | 14,800 m |           |
| 8     | József Darányi        | Ungarn                | 14,58 m    | 14,67 m    | 14,67 m    | 14,670 m |           |
| 9     | Kalle Järvinen        | Finnland              | 13,80 m    | 14,63 m    | 13,91 m    | 14,630 m |           |
| 10    | Jules Noël            | Frankreich            | 14,37 m    | 13,91 m    | 14,53 m    | 14,530 m |           |
| 11    | Harry Hart            | Südafrikanische Union | 14,47 m    | x          | 14,22 m    | 14,470 m |           |
| 12    | Clément Duhour        | Frankreich            | x          | 12,31 m    | 13,96 m    | 13,960 m |           |
| 13    | Paul Winter           | Frankreich            | 12,57 m    | 12,60 m    | 13,14 m    | 13,140 m |           |
| 14    | Pedro Elsa            | Argentinien           | 11,77 m    | X          | 11,21 m    | 11,770 m |           |
| NM    | Antônio Lira          | Brasilien             | x          | x          | x          | ogV      |           |

## Finale und Resultat der besten Acht
Datum: 31. Juli 1932
|       |                       |                  |                     | Finale          |                 |                 |             |           |
| Platz | Name                  | Nation           | Qualifikationsweite | 1. Versuch      | 2. Versuch      | 3. Versuch      | Endresultat | Anmerkung |
| 1     | Leo Sexton            | USA              | 15,720 m            | 15,94 m         | 15,48 m         | 16,005 m        | 16,005 m    | OR        |
| 2     | Harlow Rothert        | USA              | 15,675 m            | 15,43 m         | 14,99 m         | x               | 15,675 m    |           |
| 3     | František Douda       | Tschechoslowakei | 15,610 m            | 15,05 m         | 15,22 m         | 15,33 m         | 15,610 m    |           |
| 4     | Emil Hirschfeld       | Deutsches Reich  | 15,360 m            | 15,38 m         | 15,54 m         | 15,56 m         | 15,560 m    |           |
| 5     | Nelson Gray           | USA              | 15,460 m            | 13,74 m         | x               | x               | 15,460 m    |           |
| 6     | Hans-Heinrich Sievert | Deutsches Reich  | 14,990 m            | 15,07 m         | x               | x               | 15,070 m    |           |
| 7     | Zygmunt Heljasz       | Polen            | 14,800 m            | nicht im Finale | nicht im Finale | nicht im Finale | 14,800 m    |           |
| 8     | József Darányi        | Ungarn           | 14,670 m            | nicht im Finale | nicht im Finale | nicht im Finale | 14,670 m    |           |

Die Weltspitze lag vor diesen Spielen sehr dicht zusammen. Mit dem Polen Zygmunt Haljasz, Weltrekordler mit 16,05 m, František Douda, Tschechoslowakei. und Emil Hirschfeld, Deutschland, führten drei Europäer mit ihren Bestweiten über 16 Meter knapp vor den für den olympischen Wettbewerb qualifizierten US-Amerikanern. Doch hier in ihrer Heimat präsentierten sich die Kugelstoßer der USA in Bestform, während die Europäer hinter ihrem Potential blieben. Leo Sexton übertraf mit 16,005 m als einziger die 16-Meter-Marke. Das bedeutete olympischen Rekord und brachte ihm die Goldmedaille. Silber errang sein Landsmann Harlow Rothert, Bronze ging an František Douda. Emil Hirschfeld, Bronzemedaillengewinner von 1928, kam fünf Zentimeter hinter Douda auf den vierten Platz.
Sextons Sieg war der achte Sieg eines US-Athleten im neunten olympischen Kugelstoßfinale. Zugleich war es der sechste US-Doppelsieg.

František Douda gewann die erste olympische Medaille in der Leichtathletik für die Tschechoslowakei.

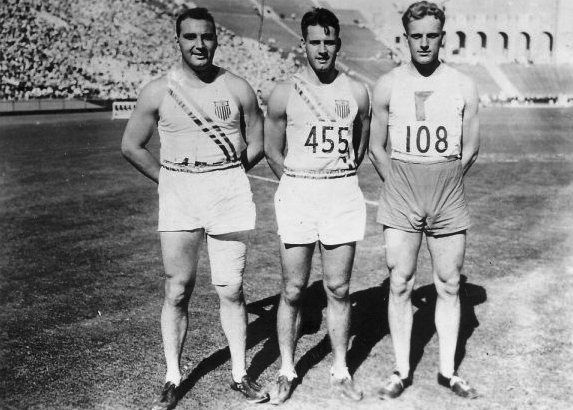
Die Medaillengewinner im Kugelstoßen (v. l. n. r.): Leo Sexton (Gold), Harlow Rother (Silber) und František Douda  (Bronze)
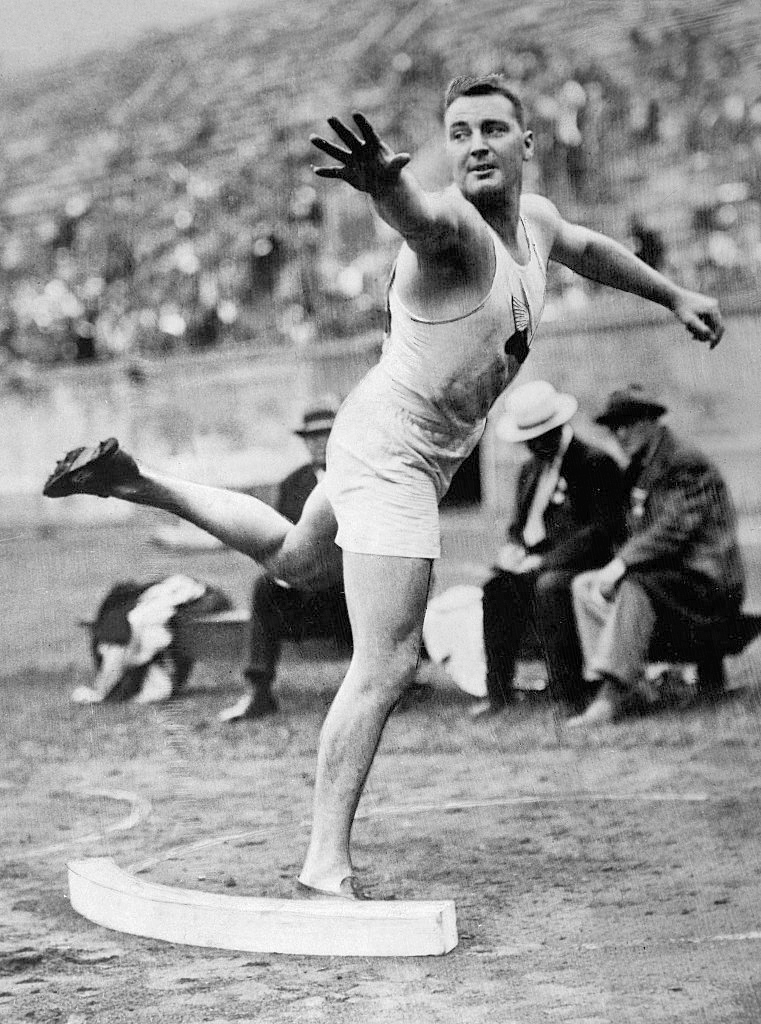
Olympiasieger Leo Sexton
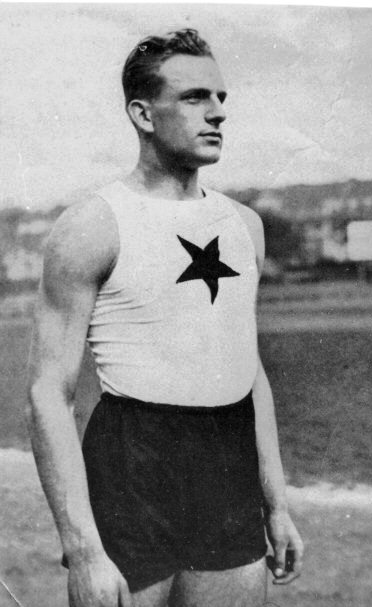
Bronzemedaillengewinner František Douda

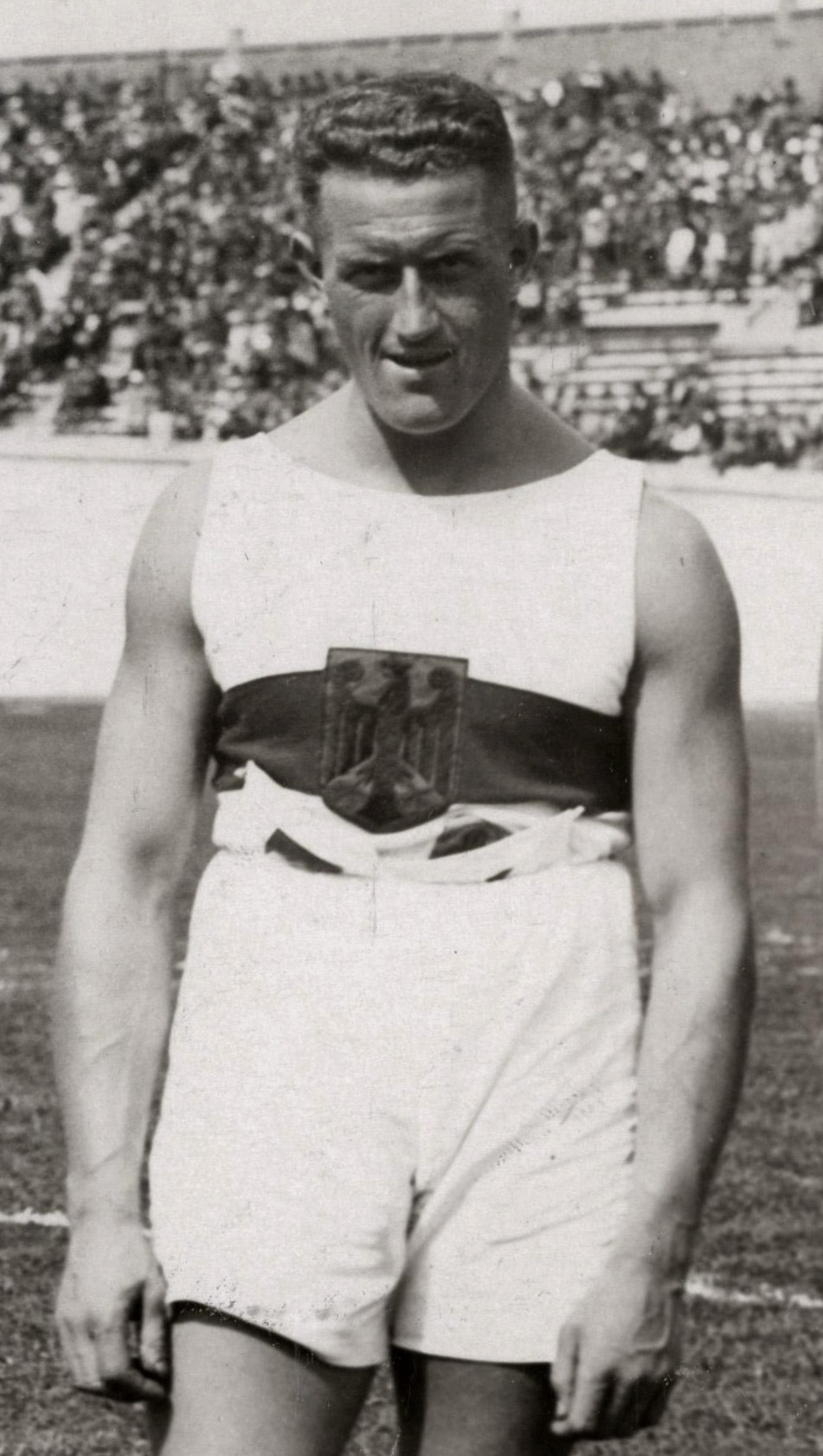
Emil Hirschfeld – 1928 Olympiadritter – kam auf den vierten Platz
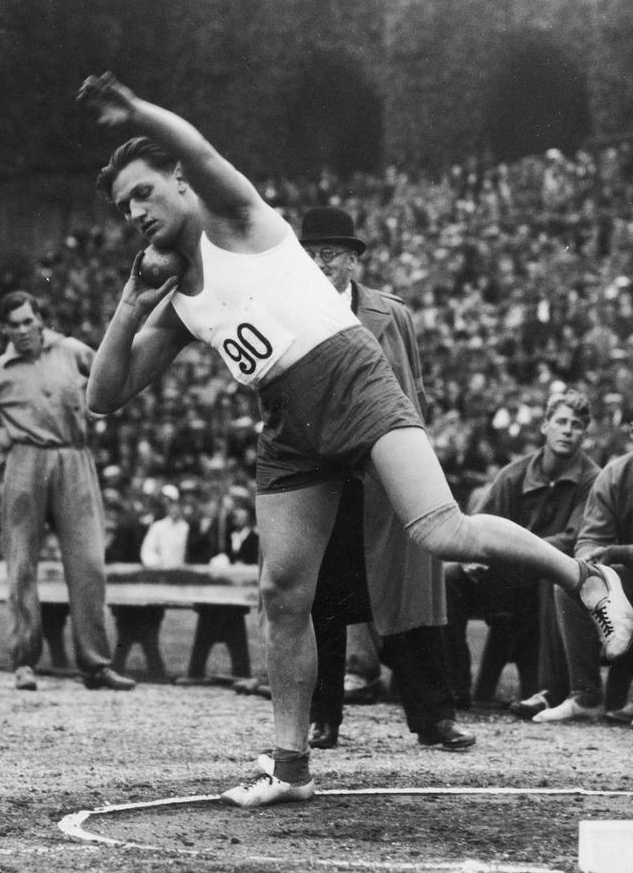
Der aktuelle Weltrekordler Zygmunt Heljasz erreichte nicht das Finale und belegte Rang sieben